# Daniel Deparis
Daniel Deparis, né le 6 juillet 1910 à Paris, où il est mort le 3 avril 1981, est un peintre français.

## Biographie
Daniel Gustave Jean Deparis est le fils de Gustave Augustin Deparis, employé de commerce, et de Marie Thérèse Eches.
Élève de Paul Albert Laurens, d'Émile Aubry et de Louis Roger, il expose au Salon à partir de 1931 et il y obtient une mention honorable en 1932, une médaille d'argent et le prix Marie-Bashkirtseff en 1935, le prix Eugène-Thirion en 1936, une médaille d'or et le prix Lukinovic en 1939, et le prix Albert Maignan en 1941.
En 1948, il épouse Suzanne Jeanne Marie Boulet.
Il est récompensé du prix Victor Henry-Lesur en 1972 et du prix Blanche-Roullier en 1977.
Il meurt à son domicile, à l'âge de 70 ans.

## Œuvres dans les collections publiques
- Sceaux, Musée du Domaine départemental : Le parc de la Ménagerie à Sceaux[6]